# مارتین فرانکلین
مارتین فرانکلین (انگلیسی: Martin E. Franklin؛ زادهٔ ۳۱ اکتبر ۱۹۶۴) کارآفرین اهل ایالات متحده آمریکا است، که در سال ۲۰۰۳ شرکت المنت سلوشنز را تأسیس کرد.